# Maissau
Maissau är en stadskommun i distriktet Hollabrunn i förbundslandet Niederösterreich i Österrike. Kommunen har 1 958 invånare (2024), varav 916 bor i centralorten Maissau.
Kommunen består av tio orter (Ortschaften) (inom parentes invånarantal 1 januari 2024):

- Eggendorf am Walde (155)
- Grübern (73)
- Gumping (22)
- Kleinburgstall (39)
- Limberg (295)
- Maissau (916)
- Oberdürnbach (130)
- Reikersdorf (43)
- Unterdürnbach (229)
- Wilhelmsdorf (56)